# Seven de Londres 2010
El Seven de Londres de 2010 fue la décima edición del torneo inglés de rugby 7, fue el séptimo torneo de la temporada 2009-10 de la Serie Mundial Masculina de Rugby 7.
Se disputó en la instalaciones del Twickenham Stadium de Londres.

## Fase de grupos

### Grupo A
| Equipo         | Encuentros | Encuentros | Encuentros | Encuentros | Tantos  | Tantos    | Tantos     | Puntos |
| Equipo         | jugados    | ganados    | empatados  | perdidos   | a favor | en contra | diferencia | Puntos |
| -------------- | ---------- | ---------- | ---------- | ---------- | ------- | --------- | ---------- | ------ |
| Argentina      | 3          | 2          | 0          | 1          | 55      | 24        | 31         | 7      |
| Samoa          | 3          | 2          | 0          | 1          | 89      | 28        | 61         | 7      |
| Italia         | 3          | 1          | 0          | 2          | 17      | 84        | −67        | 5      |
| Estados Unidos | 3          | 1          | 0          | 2          | 42      | 67        | −25        | 5      |

Nota: Se otorgan 3 puntos al equipo que gane un partido, 2 al que empate y 1 al que pierda

### Grupo B
| Equipo        | Encuentros | Encuentros | Encuentros | Encuentros | Tantos  | Tantos    | Tantos     | Puntos |
| Equipo        | jugados    | ganados    | empatados  | perdidos   | a favor | en contra | diferencia | Puntos |
| ------------- | ---------- | ---------- | ---------- | ---------- | ------- | --------- | ---------- | ------ |
| Nueva Zelanda | 3          | 2          | 1          | 0          | 97      | 36        | 61         | 8      |
| Gales         | 3          | 2          | 0          | 1          | 41      | 72        | −31        | 7      |
| Kenia         | 3          | 1          | 1          | 1          | 53      | 56        | −3         | 6      |
| Portugal      | 3          | 0          | 0          | 3          | 39      | 66        | −27        | 3      |

### Grupo C
| Equipo    | Encuentros | Encuentros | Encuentros | Encuentros | Tantos  | Tantos    | Tantos     | Puntos |
| Equipo    | jugados    | ganados    | empatados  | perdidos   | a favor | en contra | diferencia | Puntos |
| --------- | ---------- | ---------- | ---------- | ---------- | ------- | --------- | ---------- | ------ |
| Sudáfrica | 3          | 2          | 1          | 0          | 83      | 33        | 50         | 8      |
| Fiyi      | 3          | 2          | 1          | 0          | 78      | 54        | 24         | 8      |
| Canadá    | 3          | 1          | 0          | 2          | 45      | 76        | −31        | 5      |
| Francia   | 3          | 0          | 0          | 3          | 31      | 74        | −43        | 3      |

### Grupo D
| Equipo     | Encuentros | Encuentros | Encuentros | Encuentros | Tantos  | Tantos    | Tantos     | Puntos |
| Equipo     | jugados    | ganados    | empatados  | perdidos   | a favor | en contra | diferencia | Puntos |
| ---------- | ---------- | ---------- | ---------- | ---------- | ------- | --------- | ---------- | ------ |
| Australia  | 3          | 3          | 0          | 0          | 128     | 22        | 106        | 9      |
| Inglaterra | 3          | 2          | 0          | 1          | 70      | 53        | 17         | 7      |
| Escocia    | 3          | 1          | 0          | 2          | 51      | 86        | −35        | 5      |
| Rusia      | 3          | 0          | 0          | 3          | 12      | 100       | −88        | 3      |

## Fase Final

### Cuartos de final
| 23 de mayo | Argentina | 27 - 14 | Gales |  |  |

| 23 de mayo | Australia | 29 - 28 | Fiyi |  |  |

| 23 de mayo | Sudáfrica | 17 - 12 | Inglaterra |  |  |

| 23 de mayo | Nueva Zelanda | 10 - 19 | Samoa |  |  |

### Semifinal
| 23 de mayo | Argentina | 14 - 26 | Australia |  |  |

| 23 de mayo | Sudáfrica | 24 - 12 | Samoa |  |  |

### Final
| 23 de mayo | Australia | 19 - 14 | Sudáfrica |  |  |

| Bandera de Australia   |
| Campeón Australia      |
| 1º título del circuito |